# لويز بريلي
لويز بريلي (بالإنجليزية: Louise Brealey)‏ مواليد 27 مارس 1979 في إنجلترا، هي ممثلة إنجليزية بدأت مسيرتها الفنية عام 2001. اشتهرت بدورها في مسلسل شرلوك.

## روابط خارجية
- لويز بريلي على موقع IMDb (الإنجليزية)
- لويز بريلي على موقع ألو سيني (الفرنسية)
- لويز بريلي على موقع ميوزك برينز (الإنجليزية)
- لويز بريلي على موقع أول موفي (الإنجليزية)
- لويز بريلي على موقع قاعدة بيانات الفيلم (الإنجليزية)
- لويز بريلي على موقع كينوبويسك (الروسية)